# スペルミジンデヒドロゲナーゼ
スペルミジンデヒドロゲナーゼ(spermidine dehydrogenase)は、アルギニン、プロリン代謝酵素の一つで、次の化学反応を触媒する酸化還元酵素である。
スペルミジン + 受容体 + H2O {\displaystyle \rightleftharpoons } プロパン-1,3-ジアミン + 4-アミノブタナール + 還元型受容体
反応式の通り、この酵素の基質はスペルミジンと受容体とH2O、生成物はプロパン-1,3-ジアミンと4-アミノブタナールと還元型受容体である。補因子としてFADとヘムを用いる。
組織名はspermidine:acceptor oxidoreductaseで、別名にspermidine:(acceptor) oxidoreductaseがある。